# Marietje Schaake
Maria Renske (Marietje) Schaake (Leiden, 28 oktober 1978) is een Nederlandse internet- en privacyexpert en politica voor D66.
Ze is sinds 2019 docent én directeur internationaal beleid bij het Cyber Policy Center van de Stanford universiteit. Ze is privacyexpert en staat bekend als cybercriticus. Van medio 2009 tot medio 2019 was zij namens Democraten 66 (D66) en binnen de Partij van de Alliantie van Liberalen en Democraten voor Europa (ALDE) lid van het Europees Parlement.

## Loopbaan
Schaake groeide op in Leiden en volgde haar middelbareschoolopleiding aan het Haags Montessori Lyceum. Na haar eindexamen vertrok ze naar de Verenigde Staten om een jaar in een Liberal Arts-programma te studeren aan de Wittenberg University in Ohio. Aan de Universiteit van Amsterdam studeerde zij sociologie en later amerikanistiek met een minor in Nieuwe Media. Ze liep stage bij het Joegoslaviëtribunaal en deed vervolgens het Lantos Fellowship in het Amerikaanse Huis van Afgevaardigden, waar zij zich concentreerde op internationale betrekkingen en mensenrechtenkwesties.
Na haar afstuderen had ze een adviesbureau en adviseerde ze onder andere de Amerikaanse ambassadeur in Nederland, het Nederlandse ministerie van Buitenlandse Zaken, culturele instellingen en bedrijven. Schaake was hierbij gespecialiseerd in thema’s als diversiteit, integratie en moslims in het Westen. In 2007 ontving ze de Barney Karbank Memorial Award 2007 voor buitengewoon leiderschap op het gebied van mensenrechten.

## Europees Parlement
In het najaar van 2008 stelde Schaake zich namens D66 kandidaat voor het Europees Parlement. Bij de Europese Parlementsverkiezingen 2009 haalde D66 drie zetels en werd zij gekozen. In 2014 werd zij herkozen.
In het Europees Parlement was Schaake de ALDE Coördinator van de Commissie voor Internationale Handel (INTA). Ze was woordvoerder voor de ALDE Groep over het Trans-Atlantisch Handels- en Investeringsverdrag (TTIP) en het verdrag tussen Canada en de EU. Zij hield zich bezig met het beperken van de handel in spionagetechnologieën, maar ook het tegengaan van handel in geroofd cultureel erfgoed.
Schaake nam verder zitting in de commissie voor Buitenlandse Zaken (AFET), waarin ze werkte aan het versterken van de rol van Europa in de wereld. Ook richtte zij zich op het nabuurschapsbeleid van de EU, vooral op Turkije, Iran, Noord-Afrika en het Midden-Oosten. In de subcommissie Mensenrechten (DROI) werkte ze aan het versterken van universele mensenrechten. Ook coördineerde ze de maandelijkse mensenrechtenresoluties voor ALDE.
Schaake was vicevoorzitter van de parlementaire delegatie voor relaties met de Verenigde Staten, lid van de delegatie voor relaties met Iran en lid van de delegatie voor het Arabisch schiereiland. Ze werkte aan de voltooiing van de digitale interne markt en de hervorming van auteursrechten in Europa. Ze benadrukte het belang van een open internet in discussies over internet-governance en digitale (mensen)rechten. Schaake richtte de Intergroup on the Digital Agenda for Europe op. In deze groep werken Europarlementariërs van verschillende partijen en uit verschillende landen samen aan het versterken van de Digitale Agenda voor Europa.
In 2017 stelde Federica Mogherini Schaake aan als hoofd van de Europese verkiezingsmissie naar Kenia.

## Privacy-expert
Schaake is benoemd als International Director of Policy in Stanford’s Cyber Policy Center, en als International Policy Fellow bij het Institute for Human-Centered Artificial Intelligence op dezelfde universiteit.
Zij is President van het in 2019 gelanceerde CyberPeace Institute (CPI). Het CPI beoogt de schade van cyberaanvallen en escalatie van cyberconflicten te beperken. Het zal ook gezamenlijke analyses van aanvallen uitvoeren en daarover publiekelijk informeren, kwetsbare gemeenschappen bijstaan, en verantwoordelijk gedrag, normen en internationaal recht bevorderen.
In februari 2025 ontving Schaake een Felipe Rodriquez Award, de positieve variant van de Nederlandse Big Brother Award, voor "het aankaarten van de gebrekkige tot afwezige democratische controle op de Big Tech bedrijven die onze wereld vormgeven".

## Publicaties
Schaake schreef/schrijft columns voor onder meer het NRC en Het Financieele Dagblad. Zij is ook auteur van een aantal wetenschappelijke artikels en rapporten, en schreef onder meer: 
- De tech coup. Hoe tech is gaan regeren en we de macht weer terugwinnen. Atlas Contact (23 augustus 2024). ISBN 9789045046624.